# اجارستاق
اجارستاق، یا اجوستا روستایی است از توابع بخش کلیجان‌رستاق شهرستان ساری در استان مازندران ایران.
این روستا از دهات کوچکتری با نام‌های بالامحل و پایین محل، کلاخیل و میدانک تشکیل شده‌است. برخی روستاهای اجارستاق و لارما را با نام واحد اجوستا لارما می‌شناسند.
ارتفاع این روستا 1500 متر است.

## بهترین زمان برای بازدید به این روستا
به دلیل بارندگی برف فراوان و مه آلود و خطر جاده در فصل های پاییز و زمستان توصیه نمی‌شود به این روستا بازدید کرد. بهترین بازدید از این روستا در فصل های ابتدایی سال به ویژه در فصل بهار که اوج زیبایی طبیعت است لذت بخش تر خواهد بود. با این وجود سفر به این منطقه در پاییز و یا زمستان نیز به دلیل بارندگی برف فراوان مه آلود و خطر جاده توصیه نمیشود به این روستا بازدید کرد.

## ریشه واژگانی نام روستا
رستاق معرب واژه رستاک به معنای روستا است. در مورد اجا بیشترین احتمال نشات گرفتن از درخت اوجا است که به مرور زمان به اجا تبدیل شده‌است.

## جمعیت
این روستا در دهستان تنگه سلیمان قرار داشته و براساس سرشماری مرکز آمار ایران که در سال ۱۳۹۰ صورت گرفته، جمعیت چهار آبادی اجارستاق، کلاخیل میدانک و لارما ‌۳۷۹ نفر (‌۱۷۷ خانوار) بوده‌است.